# Ueckerstraße 77 (Ueckermünde)

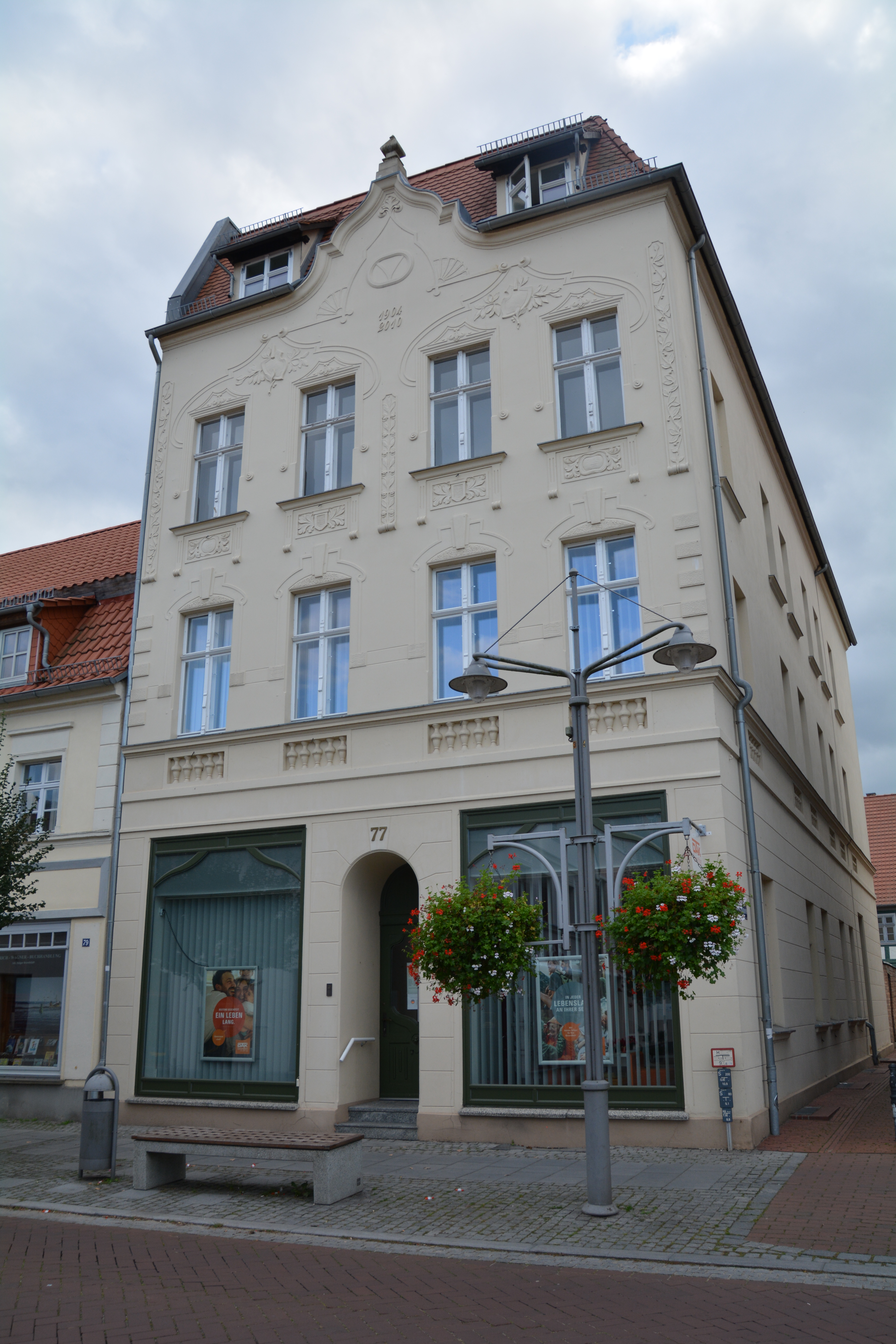

Das Wohnhaus und Geschäftshaus Ueckerstraße 77 in Ueckermünde (Mecklenburg-Vorpommern) stammt aus dem frühen 20. Jahrhundert.
Das Gebäude steht unter Denkmalschutz.

## Geschichte
Die Stadt Ueckermünde mit 8472 Einwohnern (2020) wurde 1178 als Ucramund erstmals erwähnt.
Das dreigeschossige verputzte Eckgebäude von 1906 mit einem Mansarddach und dem verzierten Giebel mit einem runden Abschluss ist ein Beispiel für Bauwerke des Jugendstils. Das Haus wurde 2010 saniert.